# Чугунолитейный завод имени П. Л. Войкова
Чугунолитейный завод имени П. Л. Войкова — завод, входивший в объединение Россантехпром в Москве. Завод производил чугунные отопительные радиаторы, котлы, станки для предприятий, изготовляющих сантехнические продукты.

## Историческое местоположение
Чугунолитейный завод находился по адресу: Ленинградское шоссе, дом 16.
55°49′23″ с. ш. 37°29′53″ в. д.

## История

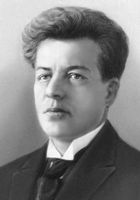
Пётр Лазаревич Войков

В 1898 году завод построен братьями Кертингами под названием «Механический завод по выработке нагревательных приборов для центрального отопления „Бр. Кертинг“ русского общества машиностроительного завода».
В декабре 1905 года сотрудники предприятия оказывали поддержку забастовкам, в которых участвовали рабочие с Пресни, передавая им оружие и провиант. В феврале 1917 года на заводе была сформирована большевистская ячейка под руководством Бабкина, Тихомирова, Мочалкина, Терехова и Парашина. В октябре 1917 года сотрудники предприятия участвовали в боевых действиях в составе Красной гвардии в Бутырском районе.
После Октябрьской революции 1917 года переименован в Московский завод отопительных приборов. С 1927 года переименован в Чугунолитейный завод имени П. Л. Войкова.
В 1929 году началась реконструкция предприятия, были сооружены новые цеха, увеличен выпуск чугунных радиаторов. С 1930 года завод печатал газету «Искра вагранки».
В 1941—1942 годах завод был эвакуирован на Урал. Когда предприятие возвратилось в Москву, оно освоило изготовление боеприпасов. Около 1000 рабочих ушли на фронт, многие из них погибли, в их память в 1970 году была поставлена мемориальная стела.
В 1967 году на территории завода был установлен памятник П. Л. Войкову.
В 1970-х годах на заводе появилась автоматическая линия формовки радиаторов. Началось изготовление новых отопительных приборов — штампованных конвекторов «Аккорд». Два вида продукции выпускались с Государственным знаком качества. Предприятие экспортировало товары в 5 стран. В 1979 года на заводе было 860 ударников и 77 бригад коммунистического труда, 217 работников предприятия имели правительственные награды.
В 1992 году был преобразован в акционерное общество «Радикон» (радиаторы и конвекторы).
К началу 2000-х завод прекратил своё существование. В 2009 году на его бывшей территории был построен многофункциональный торговый комплекс «Метрополис», а мемориальная стела о погибших в войне была перенесена ближе к метро «Войковская».

## Награды
В 1948 году завод получил орден Трудового Красного Знамени.